# Liste der Biografien/Willi
Liste der Biografien |
Portal Biografien |
Personensuche
# |
A |
B |
C |
D |
E |
F |
G |
H |
I |
J |
K |
L |
M |
N |
O |
P |
Q |
R |
S |
T |
U |
V |
W |
X |
Y |
Z |
?
 
Wa |
Wc |
Wd |
We |
Wh |
Wi |
Wj |
Wl |
Wn |
Wo |
Wr |
Ws |
Wt |
Wu |
Ww |
Wy |
Wz
 
Wia |
Wib |
Wic |
Wid |
Wie |
Wif |
Wig |
Wih |
Wii |
Wij |
Wik |
Wil |
Wim |
Win |
Wio |
Wip |
Wir |
Wis |
Wit |
Wiv |
Wiw |
Wix |
Wiz
 
Wila |
Wilb |
Wilc |
Wild |
Wile |
Wilf |
Wilg |
Wilh |
Wili |
Wilj |
Wilk |
Will |
Wilm |
Wiln |
Wilo |
Wilp |
Wilr |
Wils |
Wilt |
Wilu |
Wilw |
Wily |
Wilz
 
Willa |
Willb |
Willc |
Willd |
Wille |
Willf |
Willg |
Willh |
Willi |
Willj |
Willk |
Willm |
Willn |
Willo |
Willr |
Wills |
Willu |
Willv |
Willw |
Willy
 
Willia |
Willib |
Willic |
Willie |
Willig |
Willik |
Willim |
Willin |
Williq |
Willir |
Willis |
Willit |
Williu
Die Liste der Biografien führt alle Personen auf, die in der deutschsprachigen Wikipedia einen Artikel haben. Dieses ist eine Teilliste mit 25 Einträgen von Personen, deren Namen mit den Buchstaben „Willi“ beginnt.

## Willi
- Willi Ninja (1961–2006), US-amerikanischer Tänzer, Choreograf und KünstlerWilli Ninja (1961–2006)

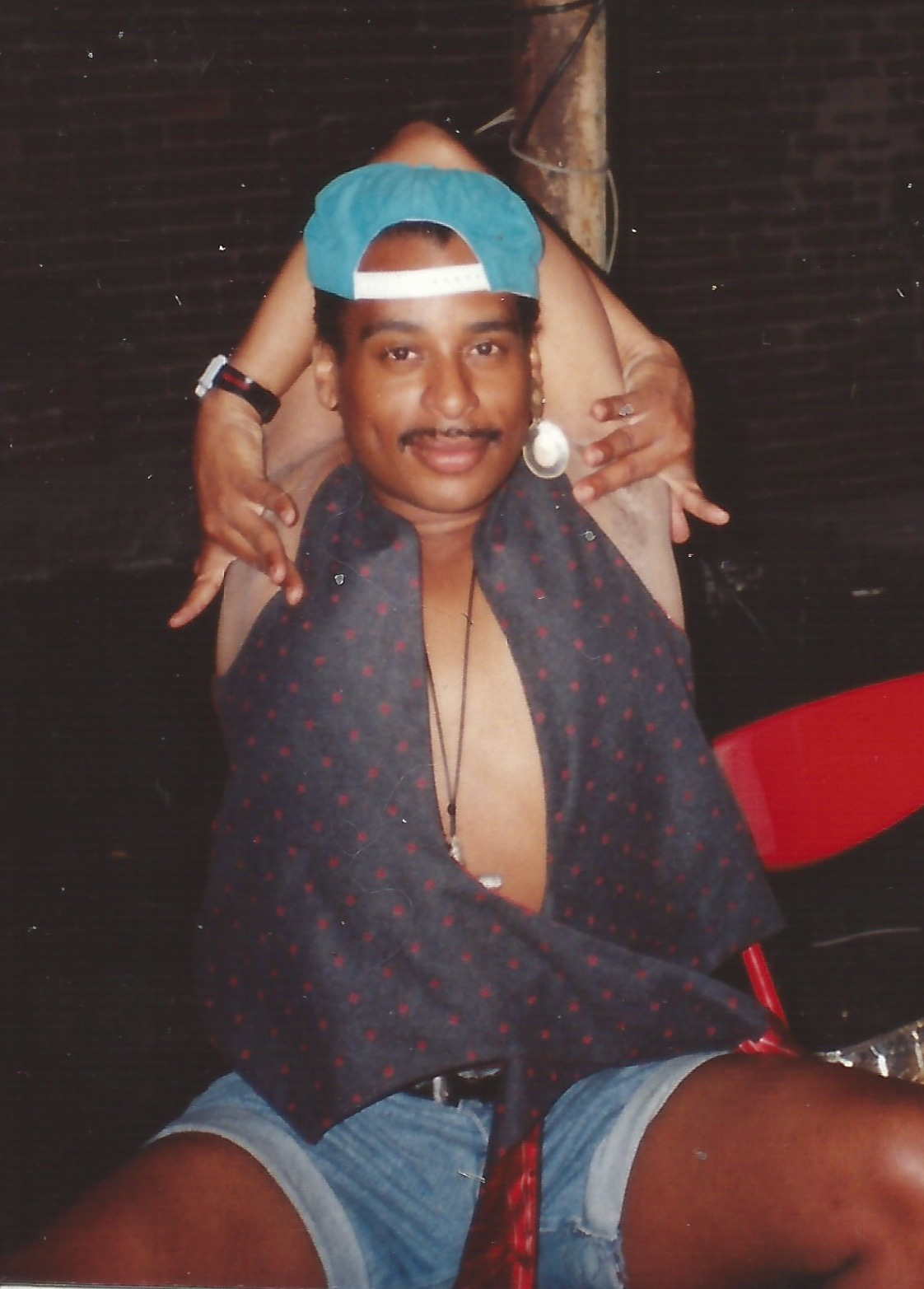
Willi Ninja (1961–2006)

- Willi One Blood, US-amerikanischer Reggae-Musiker und Schauspieler
- Willi, Albert Anton (1872–1954), Schweizer Maskenschnitzer
- Willi, Andreas (* 1972), britischer Indogermanist
- Willi, Daniel (1696–1755), Schweizer reformierter Geistlicher und Pietist
- Willi, Dominikus (1844–1913), deutscher Ordensgeistlicher, Abt von Marienstatt und Bischof von Limburg
- Willi, Georg (* 1959), österreichischer Politiker (Grüne), Landtagsabgeordneter, Abgeordneter zum Nationalrat
- Willi, Hans Jakob (1772–1804), Schweizer Anführer der Aufständischen im Bockenkrieg 1804
- Willi, Heinrich (1900–1971), Schweizer Kinderarzt
- Willi, Herbert (* 1956), österreichischer Komponist
- Willi, Jean (* 1945), Schweizer Maler, Zeichner und Schriftsteller
- Willi, Johann Caspar (1829–1905), Schweizer Komponist und Dirigent
- Willi, Johannes (1882–1952), Schweizer Textilunternehmer und Politiker
- Willi, Joseph Michael (1824–1897), Schweizer Jesuit, Indienmissionar und Pädagoge
- Willi, Jürg (1934–2019), Schweizer Psychiater, Psychotherapeut und Autor
- Willi, Kaspar (1823–1879), römisch-katholischer Bischof des Bistums Chur
- Willi, Magda (* 1978), Schweizer Bühnenbildnerin und Kostümbildnerin
- Willi, Martin (* 1964), Schweizer Schauspieler, Regisseur und Autor
- Willi, Monika (* 1968), österreichische Filmeditorin
- Willi, Reinhard (* 1951), deutscher Fußballspieler und Unternehmer
- Willi, Thomas (* 1942), Schweizer evangelischer Theologe und Alttestamentler
- Willi, Tobias (* 1976), Schweizer Organist und Hochschullehrer
- Willi, Tobias (* 1979), deutscher Fußballspieler
- Willi, Wilma (* 1960), Schweizer Politikerin
- Willi-Plein, Ina (* 1942), deutsche evangelische Theologin